# Sipos Béla (katona)
Sipos Béla (Gyula, 1910. október 8. – São Paulo, 1990. július 3.), vezérkari őrnagy (gyalogság), katonai attasé. Korabeli katonai listákban a II. megkülönböztető számot alkalmazták a neve mellett.

## Élete és pályafutása
Apja Sipos Endre, lakatos volt, anyja neve bethlenfalvi Thurzó Jolán.
1933-ban végzett a Ludovika Akadémián. 1938. október 1. és 1941.június 1 között elvégezte a Hadiakadémiát, majd magasabb egységek vezérkarában tevékenykedett. 1942. október 15. és 1942. december 1. között a VKF 2. osztályon dolgozott. 1942. december 1. és 1944. októbere között katonai attasé volt Vichyben, Franciaország meg nem szállt déli részének „fővárosában”.
1944. november 1-jén még előléptették vezérkari őrnaggyá, de a nyilaspuccs után nem vállalt további szolgálatot, ezért 1945 januárjában a nyilas vezetés „hűtlenség” címén távollétében lefokozta. Franciaországban maradt, és a magyar menekültek ügyeivel foglalkozott. 1947-ben a francia titkosszolgálat letartóztatta és megvádolta a német fasisztákkal való együttműködéssel. 1948-ban azonban kivándorolhatott Brazíliába.

## Kitüntetései
- Erdélyi Emlékérem
- Délvidéki Emlékérem

## Forrás
- ↑ Szakály: Szakály Sándor: A 2. vkf. osztály: Tanulmányok a magyar katonai hírszerzés és elhárítás témaköréből 1918–1945. 2. javított és kiegészített kiadás. Budapest: Magyar Napló; (hely nélkül): Veritas. 2015.   212–213. o. ISBN 978-615-5465-61-1
- ↑ Felvidéki Népszava: Letartóztatták Párisban Sípos őrnagyot, Horthy volt katonai attaséját.  Felvidéki Népszava,  III. évf.  151. sz. (1947. július 6.)    (fizetős hozzáférés)